# Piranha 2 : Les Tueurs volants
Série Piranha
Piranhas
(1978)
Pour plus de détails, voir Fiche technique et Distribution.
Piranha 2 : Les Tueurs volants (Piranha Part Two: The Spawning) est un film américano-néerlandais-italien réalisé par James Cameron et sorti en 1981. Il fait suite à Piranhas de Joe Dante, sorti en 1978. Il s'agit du premier long métrage réalisé par James Cameron. Il sera cependant mis à l'écart de la production et les prises de vues seront gérées principalement par le producteur Ovidio G. Assonitis.

## Synopsis
Des piranhas volants s'attaquent à leurs proies, qui ne sont autres que des humains. Ce sont des monstres génétiquement modifiés par l'armée.

## Fiche technique
Sauf indication contraire, les informations mentionnées dans cette section peuvent être confirmées par la base de données cinématographiques IMDb,  présente dans la section « Liens externes ».
- Titre original : Piranha Part Two: The Spawning
- Titre français : Piranha 2 : Les Tueurs volants
- Réalisation : James Cameron et Ovidio G. Assonitis (non crédité)
- Scénario : Ovidio G. Assonitis, James Cameron et Charles H. Eglee (tous crédités sous le nom de H. A. Milton)
- Musique : Stelvio Cipriani
- Direction artistique : Vincenzo Medusa et Stefano Paltrinieri
- Costumes : Nicoletta Ercole
- Photographie : Roberto D'Ettorre Piazzoli
- Montage : Roberto Silvi
- Production : Chako van Leeuwen, Jeff Schechtman et Ovidio G. Assonitis
- Sociétés de production : Brouwersgracht Investments et Chako Film Company
- Pays de production :  États-Unis,  Pays-Bas,  Italie
- Format : Couleurs - 1,85:1 - 35 mm - son mono
- Genre : horreur
- Durée : 94 minutes
- Dates de sortie[1] : 
  - Italie : décembre 1981
  - États-Unis : 5 novembre 1982
  - France : 5 janvier 1983
- Film interdit aux moins de 12 ans lors de sa sortie en France

## Distribution
- Tricia O'Neil (VF : Marion Loran) : Anne Kimbrough
- Steve Marachuk (VF : Jean Barney) : Tyler Sherman, le biochimiste
- Lance Henriksen (VF : Claude Joseph) : Steve Kimbrough, le policier
- Ricky Paull Goldin (VF : Christian Bénard) : Chris Kimbrough
- Ted Richert (VF : Michel Paulin) : Raoul, le directeur de l'hôtel
- Leslie Graves (VF : Séverine Morisot) : Allison Dumont
- Carole Davis (VF : Sylvie Feit) : Jai
- Connie Lynn Hadden : Loretta
- Arnie Ross : Mal
- Tracey Berg (VF : Julia Dancourt) : Beverly
- Ancile Gloudon (VF : Henry Djanik) : Gabby
- Aston S. Young (VF : Jean Roche) : Aaron
- Sally Ricca (VF : Annie Balestra) : Cindy (Cynthia en VF)
- Albert Sanders (VF : Jean Roche) : Leo Bell D.D.S.
- Ward White (VF : Albert Médina) : M. Dumont
- Anne Pollack : Mrs.Wilson
- Hildy Magnasun : Myrna
- Phil Colby : Ralph
- Lee Krug : Ron, le surveillant de plage
- Dorothy Cunningham (VF : Jane Val) : l'employé de la morgue
- Jan Eisner Mannon (VF : Béatrice Delfe) : la plongeuse

## Autour du film
- Bien qu'officiellement, il fasse suite au premier film réalisé par Joe Dante, le rattachement de ce second volet à son prédécesseur n'est pas forcément primordial. En effet, si Piranhas se terminait sur la possibilité que les poissons tueurs ait survécu en gagnant la mer, cette fin ne jouait que sur la suggestion, laissant ainsi le public sur son imagination. Par ailleurs, cette suite ne fait figurer aucun personnage du premier volet tels que Paul Grogan, Maggie MacKeown ou encore le promoteur véreux Buck Gardner.
- Le tournage s'est déroulé en Jamaïque du 9 février au mois d'avril 1981 avec une équipe essentiellement composée de techniciens italiens.
- Après le départ précipité d'un premier metteur en scène, la réalisation du projet fut confiée à James Cameron qui, de spécialiste des effets spéciaux, passait ainsi réalisateur. Le producteur Ovidio G. Assonitis, doutant de ses capacités, s'appropria rapidement la mise en scène et le montage du film, qui fut malgré tout signé par Cameron. Ce dernier aime souvent rappeler que, selon lui, le premier vrai long-métrage de sa carrière est en fait Terminator, sorti trois ans plus tard.
- Durant le tournage, Cameron est tombé malade. Une nuit, poussé par la fièvre, il a rêvé d'un squelette métallique sortant des flammes. Le réalisateur s'est empressé de dessiner cette vision dès son réveil. Ainsi était née l'idée de Terminator.
- La légende court que James Cameron aurait profité de l'absence du producteur-coréalisateur Ovidio G. Assonitis pour pénétrer par effraction dans la salle de montage, et y mettre au point sa propre version du film. Découvert en flagrant délit, il ne put malheureusement imposer son travail à la production. Bien que les faits n'aient jamais été complètement confirmés par Cameron, il existe bel et bien une version dite « director's cut » qui circula un temps en VHS et en disque laser.

## Distinctions
- Nomination au prix du meilleur film lors du festival Fantasporto en 1983.